# Neotrypaea
Neotrypaea (лат.) — род морских и пресноводных десятиногих ракообразных из семейства Callianassidae. Обнаружен в водах умеренных, субтропических и тропических водах северного и южного полушарий в Тихом и Индийском океанах.
Длина тела от 6 (Neotrypaea biffari) до 15 см (Neotrypaea gigas). Роющие ракообразные. Встречаются на глубине от 0 до 110 метров. Безвредны для человека, могут добываться в качестве наживки для рыбы. Охранный статус видов рода не оценивался.

## Виды
На июль 2024 года в род включают 16 видов:
1. Neotrypaea biffari (Holthuis, 1991)
2. Neotrypaea caesari (Heard & Manning, 2000)
3. Neotrypaea californiensis (Dana, 1854)
4. Neotrypaea costaricensis (Sakai, 2005)
5. Neotrypaea gigas (Dana, 1852)
6. Neotrypaea hainanensis (Liu & Liu, 2014)
7. Neotrypaea harmandi (Bouvier, 1901)
8. Neotrypaea japonica (Ortmann, 1891)
9. Neotrypaea makarovi (Marin, 2013)
10. Neotrypaea melissae (Poore, 2008)
11. Neotrypaea pacifica (Guzmán & Thatje, 2003)
12. Neotrypaea petalura (Stimpson, 1860)
13. Neotrypaea rochei (Bouvier, 1895)
14. Neotrypaea tabogensis (Sakai, 2005)
15. Neotrypaea thermophila (Lin, Komai & Chan, 2007)
16. Neotrypaea uncinata (H. Milne Edwards, 1837)